# Punta Gorda (Belize)

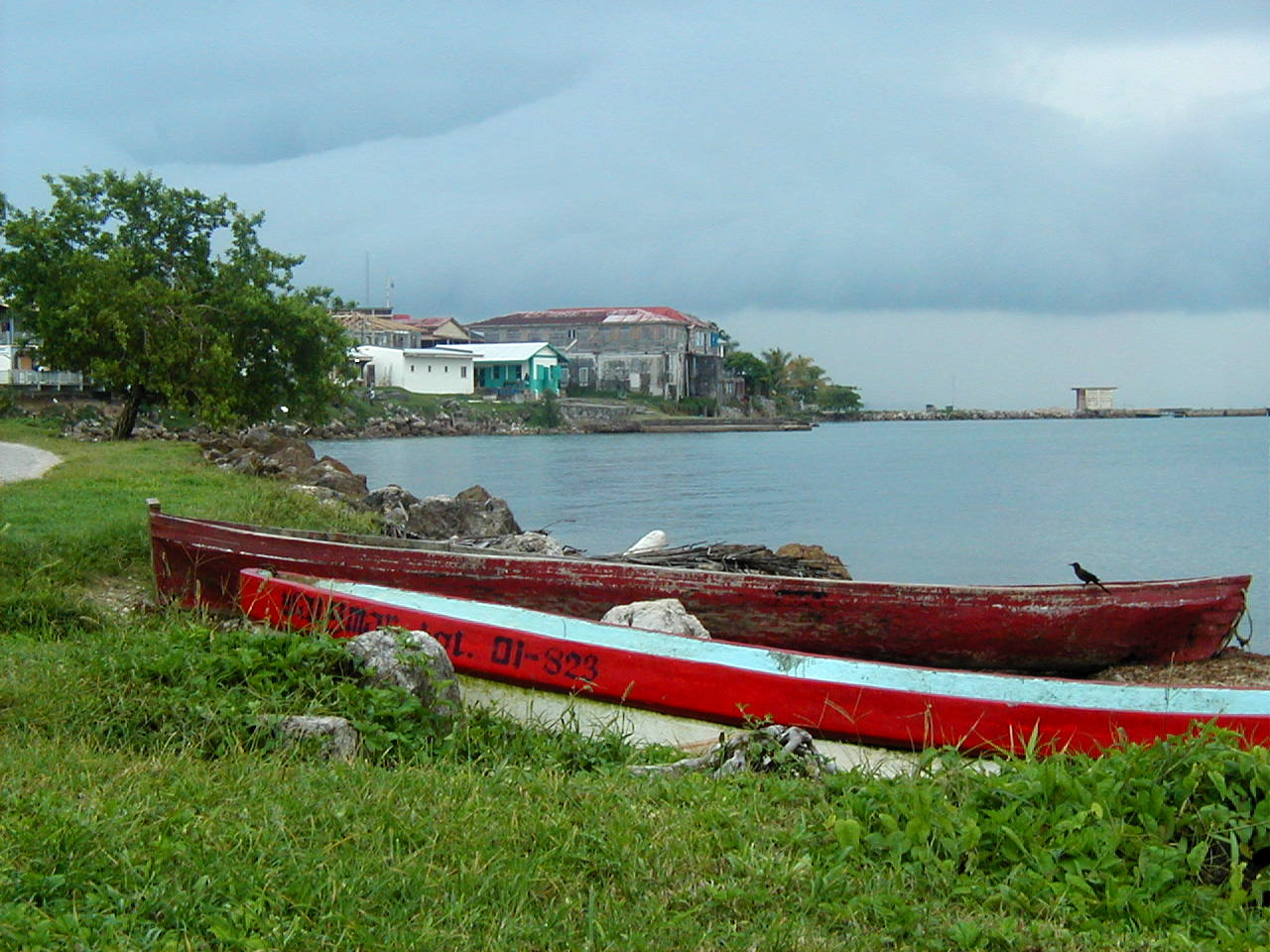
Barcos junto à costa da cidade de Punta Gorda

Punta Gorda é a capital do distrito de Toledo, Belize. No último censo realizado em 2000, sua população era de 4.329 habitantes. Em meados de 2005, a população estimada da cidade era de 5.000 habitantes.